# شاهد قصصي

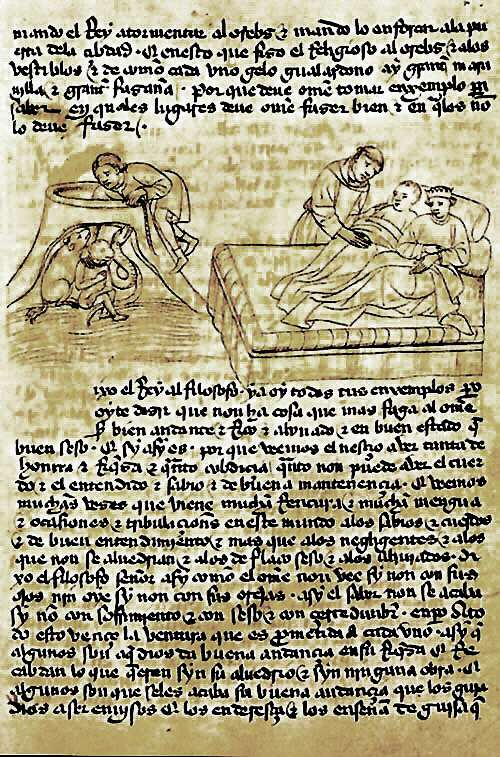
مخطوطة كليلة ودمنة، ورشة فريدريك ملك قشتالة، إسبانيا، 1251-1261

الشاهد القصصيّ أقصوصة يُستدل بها في المواعظ والخطب عادة على صحة مبدأ خُلُقي. هي نادرة أخلاقية، مختصرة أو ممتدة، حقيقية أو وهمية، تستخدم لتوضيح نقطة ما. وتستخدم الكلمة أيضًا للتعبير عن إجراء يقوم به شخص آخر وتستخدم مثالًا أو نموذجًا.